# ベネズエラの行政区画
ベネズエラの地方制度は、州 （エスタード、estado） 、基礎自治体（ムニシピオ、minicipio）、区（パロキア、parroquia）の三層だが、自治体とは呼べない区を除くなら二層になる。州は24（国際的に認められているのは23）、首都地区が1、連邦直轄領が1ある。首都地区と連邦直轄領は州政府にあたるものを持たない。形式上連邦制をとるが、ベネズエラは南米でも中央集権的な制度の国で、州の独立性は弱い。1989年まで、州知事は共和国大統領の任命制であった。
かつては州と基礎自治体の間に郡（distrito）があったが、1980年代に廃止された。基本的に、かつての郡が新しい市に、かつての市が新しい区に相当する。中にはバルガス州のような一州一市の例もある。基礎自治体の上位におかれる特別な自治体として、カラカス大都市地区とアルトアプレ郡がそれぞれの特別法によって設けられている。
パロキアとはスペイン語で教会の教区を意味するが、現在のベネズエラではそれとは別のものを表し、区別するために民区（parroquia civil）と呼ばれることもある。小さな市では一市一区のところが多く、区役所は置かれない。選挙で選ばれるのは州知事、州議会議員、市長、市会議員、区議員で、区長は任命制である。
同国はガイアナ領のエセキボ川西岸一帯（グアヤナエセキバ）の領有権を主張しており、2023年12月5日にニコラス・マドゥロ大統領は同地域を管轄するグアヤナ・エセキバ州の創設を宣言し、合計で24州となった。ただしグアヤナ・エセキバの全域はガイアナが実効支配しており、ベネズエラの施政権は及んでいない。

## 地域
ベネズエラは8つの地理的地域に分かれる。

ベネズエラの地域

これは地理・文化・計画に用いられるが、地域政府のような行政体は存在しない。
| 地域         | スペイン語       | 州                                               |
| ------------ | ---------------- | ------------------------------------------------ |
| アンデス地域 | Andes            | タチラ州、トルヒージョ州、バリナス州、メリダ州   |
| 首都地域     | Capital          | カラカス (首都地区)、ラ・グアイラ州 、ミランダ州 |
| 中央地域     | Centro           | アラグア州、カラボボ州、コヘデス州               |
| 中西部地域   | Centro-Occidente | ファルコン州、ポルトゥゲサ州、ヤラクイ州、ララ州 |
| グアヤナ地域 | Guayana          | アマソナス州、デルタ・アマクロ州、ボリバル州     |
| 島嶼地域     | Insular          | ヌエバ・エスパルタ州、連邦保護領                 |
| ルラノス地域 | Los Llanos       | アプレ州、グアリコ州                             |
| 東部地域     | Oriental         | アンソアテギ州、スクレ州、モナガス州             |
| スリア地域   | Zulia            | スリア州                                         |

## 州と特別地域

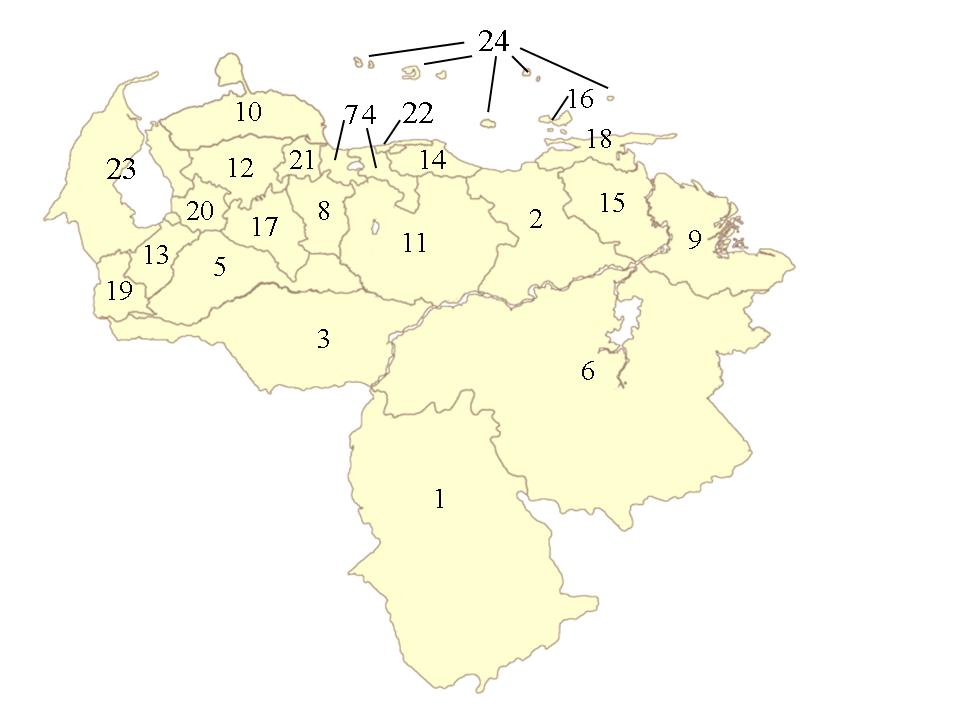
ベネズエラの地方自治体マップ

ベネスエラの主張する領域。ガイアナ領のグアヤナ・エセキバが含まれている

| 州旗 | 州                   | 州都                           | 最大都市                       | 人口 (2019) | 面積 (km2) | 地域         | 位置 |
| ---- | -------------------- | ------------------------------ | ------------------------------ | ----------- | ---------- | ------------ | ---- |
|      | アマソナス州         | プエルト・アヤクーチョ         | プエルト・アヤクーチョ         | 197,900     | 181,045    | グアヤナ地域 |      |
|      | アンソアテギ州       | バルセロナ                     | バルセロナ                     | 1,753,900   | 43,300     | 東部地域     |      |
|      | アプレ州             | サン・フェルナンド・デ・アプレ | サン・フェルナンド・デ・アプレ | 618,400     | 76,500     | ルラノス地域 |      |
|      | アラグア州           | マラカイ                       | マラカイ                       | 1,870,900   | 7,014      | 中央地域     |      |
|      | バリナス州           | バリナス                       | バリナス                       | 945,400     | 35,200     | アンデス地域 |      |
|      | ボリバル州           | ボリバル市                     | グアヤナ市                     | 1,865,400   | 238,000    | グアヤナ地域 |      |
|      | カラボボ州           | バレンシア                     | バレンシア                     | 2,543,600   | 4,650      | 中央地域     |      |
|      | コヘデス州           | サン・カルロス                 | サン・カルロス                 | 370,000     | 14,800     | 中央地域     |      |
|      | デルタ・アマクロ州   | トゥクピタ                     | トゥクピタ                     | 206,000     | 40,200     | グアヤナ地域 |      |
|      | ファルコン州         | コロ                           | コロ                           | 1,030,800   | 24,800     | 中西部地域   |      |
|      | グアリコ州           | サン・フアン・デ・ロス・モロス | カラボソ                       | 941,500     | 64,986     | ルラノス地域 |      |
|      | ラ・グアイラ州       | ラ・グアイラ                   | カティア・ラ・マール           | 379,000     | 1,496      | 首都地域     |      |
|      | ララ州               | バルキシメト                   | バルキシメト                   | 2,047,800   | 19,800     | 中西部地域   |      |
|      | メリダ州             | メリダ                         | メリダ                         | 1,042,800   | 11,300     | アンデス地域 |      |
|      | ミランダ州           | ロス・テケス                   | ペタレ                         | 3,292,700   | 7,950      | 首都地域     |      |
|      | モナガス州           | マトゥリン                     | マトゥリン                     | 1,020,200   | 28,930     | 東部地域     |      |
|      | ヌエバ・エスパルタ州 | ラ・アスンシオン               | ポルラマル                     | 617,100     | 1,150      | 島嶼地域     |      |
|      | ポルトゥゲサ州       | グアナレ                       | グアナレ                       | 1,055,200   | 15,200     | 中西部地域   |      |
|      | スクレ州             | クマナ                         | クマナ                         | 1,091,300   | 11,800     | 東部地域     |      |
|      | タチラ州             | サン・クリストバル             | サン・クリストバル             | 1,271,600   | 11,100     | アンデス地域 |      |
|      | トルヒージョ州       | トルヒージョ                   | バレラ                         | 867,600     | 7,400      | アンデス地域 |      |
|      | ヤラクイ州           | サン・フェリペ                 | サン・フェリペ                 | 740,700     | 7,100      | 中西部地域   |      |
|      | スリア州             | マラカイボ                     | マラカイボ                     | 4,311,600   | 63,100     | スリア地域   |      |
|      | グアヤナ・エセキバ州 | トゥメレモ（暫定）             | （不明）                       | 125,000     | 159,500    | （不明）     |      |
|      | 首都地区             | カラカス（リベルタドル市）     | カラカス（リベルタドル市）     | 2,089,000   | 433        | 首都地域     |      |
|      | 連邦保護領           |                                |                                | 2,300       | 120        | 島嶼地域     |      |

## 下位行政区画
- ベネズエラの基礎自治体（英語版）
- ベネズエラの区（英語版）